# Centromerus succinus
Centromerus succinus är en spindelart som först beskrevs av Simon 1884.  Centromerus succinus ingår i släktet Centromerus och familjen täckvävarspindlar. Inga underarter finns listade i Catalogue of Life.